# Paolo Bernini
Paolo Bernini (Cento, 3 luglio 1987) è un politico italiano.

## Carriera politica
Entra a far parte del Meetup "Amici di Beppe Grillo" di Bologna nel 2008 e, l'anno successivo, si candida come Sindaco del suo paese per la "lista civica Beppegrillo.it" prendendo il 4,6% dei voti.
Alle parlamentarie del Movimento 5 stelle del dicembre del 2012, si candida proponendosi come ambientalista, animalista, vegano e sbattezzato. Verrà inserito come sesto in lista alla Camera dei Deputati nella circoscrizione XI Emilia-Romagna per il Movimento 5 Stelle.
Alle elezioni politiche del 2013, viene eletto deputato della XVII legislatura della Repubblica Italiana nella circoscrizione XI Emilia-Romagna per il Movimento 5 Stelle.
Nel maggio del 2024, in occasione delle elezioni europee, viene candidato nella lista del M5S per la circoscrizione nord-orientale.

## Attività a tutela degli animali
Nel giugno 2014 entra nel laboratorio di sperimentazione animale dell'Università di Modena per documentare le condizioni in cui vi sono rinchiusi 16 macachi per esperimenti. Dopo 2 anni di battaglie con interrogazioni parlamentari, raccolte firme e video denuncia riesce, insieme alle associazioni animaliste a liberare i macachi.
Nell'aprile 2015, dopo anni di battaglie da parte delle associazioni animaliste campane, in seguito a una richiesta di aiuto della LAV (Lega anti vivisezione) si reca a Sarno a visitare un canile dove gli animali vengono maltrattati. Giungono sul posto anche le telecamere Rai, ad un mese dal blitz di Bernini il canile viene messo sotto sequestro e centinaia di animali liberati.
Nell'aprile 2016, con le associazioni Progetto Islander e Italian Horse Protection, contribuisce a mettere in salvo i 20 equidi sopravvissuti ad una confisca dei Nas di Salerno, che erano rimasti nelle disponibilità dei precedenti detentori.
A maggio restituisce la libertà ad un esemplare di bertuccia, Maya, detenuto a catena da un clan, a San Marzano (Salerno) grazie ad un'attività congiunta con l'associazione Lega nazionale per la difesa del cane e ai carabinieri della locale caserma.
Nel 2017 si è occupato di numerosi canili, come ad esempio di quello di Campobasso, sommerso dalla neve agli inizi di gennaio. Nello stesso periodo denuncia le condizioni di detenzione dei cani detenuti nei canili di Salerno a causa "dell'emergenza gelo" riuscendo a far aprire un'inchiesta dalla Procura.
Sempre in seguito alla sua attività animalista, a febbraio viene intimato dal comune di Torre del Greco, ai gestori del canile Green Park, nel quale si era recato nel novembre precedente insieme alla Lega nazionale per la difesa del cane e alla LEIDAA, di chiedere il dissequestro della struttura, al fine di demolire le opere abusive e ripristinare i luoghi. Tale canile, non apprezzato dai volontari per il basso numero di adozioni, sorgeva infatti all'interno del Parco nazionale del Vesuvio.
A marzo dello stesso anno, in seguito al blitz di Luglio 2016, al quale seguirono una serie di denunce e diffide, su disposizione della magistratura, viene arrestata colei che gestiva il canile di Mortara, per truffa e maltrattamento di animali. Nello stesso mese, dando seguito alle numerose segnalazioni dei cittadini di Bologna che lamentavano presunti maltrattamenti in un canile/ allevamento della provincia, effettua l'ennesimo blitz al quale consegue esposto in procura.
Ad aprile, porta nuovamente in Parlamento la problematica delle manifestazioni con animali vivi con una nuova interrogazione circa la Madonna delle galline poi ad Eboli, sporgendo denuncia, riesce ad ottenere il sequestro di un intero allevamento intensivo di mucche, per maltrattamento di animali e sversamento illecito di liquami.
Una delle attività più significative è stato il sequestro, conseguente ad un suo blitz, di un esemplare di canguro che veniva fatto esibire in un circo a Cesenatico.

## Controversie
L'On. Bernini ha ricevuto l'attenzione della stampa per alcuni suoi interventi, dentro e fuori il Parlamento, basati su teorie del complotto e leggende metropolitane.
- Nel marzo del 2013 ha affermato che in America verrebbero inseriti microchip nel corpo umano per tenere sotto sorveglianza la popolazione.[23][24]
- A settembre ha sostenuto che l'attentato al World Trade Center «fu un lavoro interno» definendo la versione ufficiale come «palesemente falsa».[25]
- A novembre ha messo in dubbio la morte di Osama bin Laden.[26]
- Nel giugno del 2013[27], del 2014[28] e in quello del 2015[29] si è recato nei pressi del Gruppo Bilderberg con Carlo Sibilia per porre l'attenzione sul meeting che, secondo loro, avrebbe lo scopo di influenzare la politica internazionale.
- Ha firmato un disegno di legge presentato alla Camera dei Deputati nel febbraio 2014 in cui si legge che esistono collegamenti tra le vaccinazioni e alcune malattie, compreso l'autismo: un'ipotesi avanzata da Andrew Wakefield rivelatasi poi una frode scientifica.[30]
- Ha focalizzato la sua attenzione sulle ricerche condotte su macachi nello stabulario di Modena, diffondendo in rete un video[31] smentito pochi giorni dopo da Pro-Test Italia poiché contenente informazioni decontestualizzate e manipolate ad arte.[32]
- In seguito all'attentato alla sede di Charlie Hebdo del gennaio 2015 ha rilanciato un articolo di Aldo Giannuli su Facebook aggiungendo che tutte le più recenti guerre che hanno coinvolto gli Stati Uniti d'America hanno origine da finti attacchi nemici ("false flag").[33]
- In occasione di un tragico incidente avvenuto durante le prove del Palio di Siena per la carriera del 2 luglio 2015, ha depositato un'interrogazione parlamentare sulla morte della cavalla Periclea e dichiarato di aver incaricato il suo ufficio legale di valutare gli estremi di una denuncia per maltrattamento ed uccisione animale[34]: l'iniziativa ha provocato una forte reazione da parte del Movimento 5 Stelle di Siena che si dissocia con forza dalle sue iniziative "decisamente affrettate e a dir poco approssimative sul nostro Palio."[35]
- A dicembre 2017 spaccia un'immagine del film Un piccione seduto su un ramo riflette sull'esistenza per una foto di un atto di sperimentazione animale.[36]